# Hentai

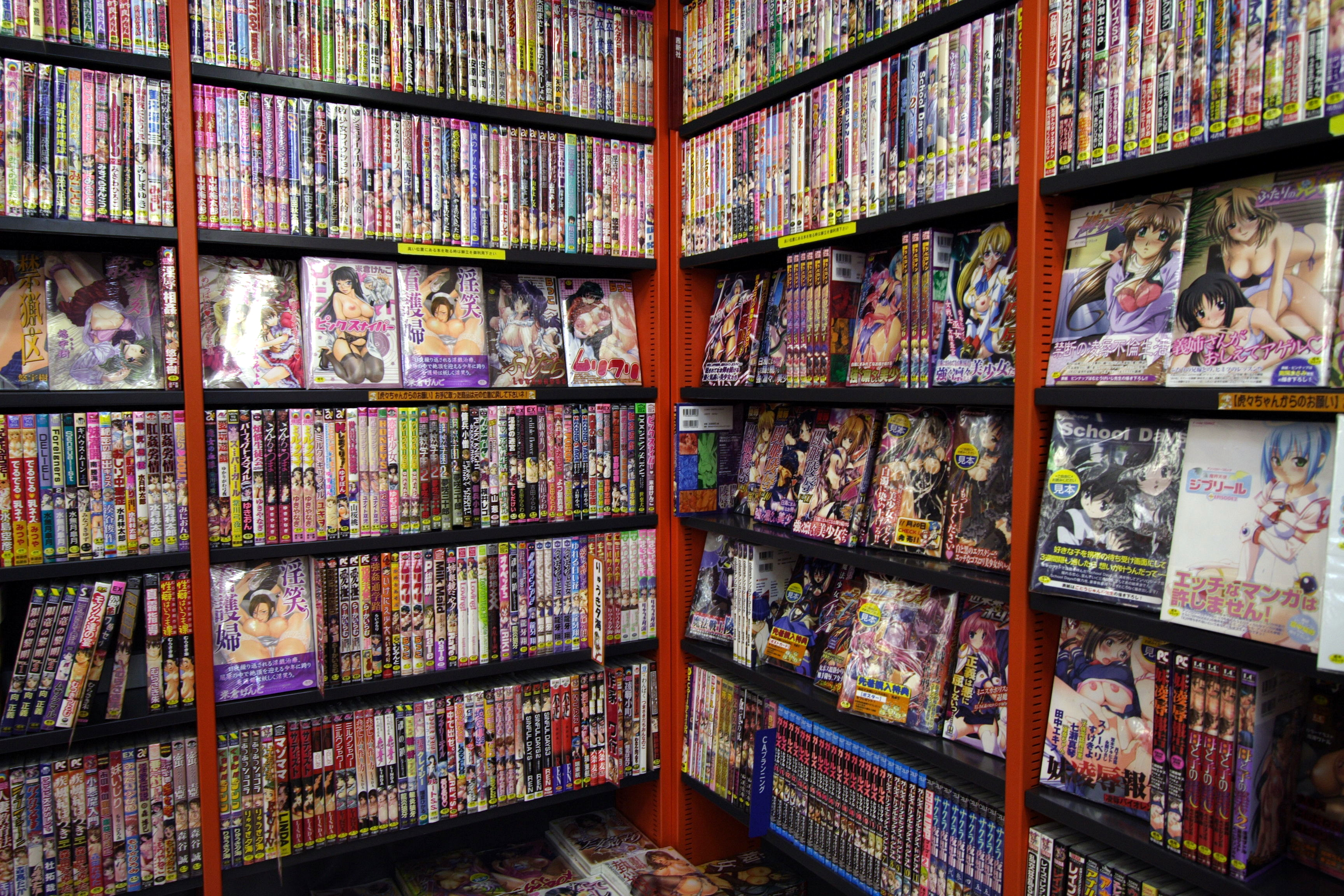
Het Hentai-aanbod in Japan

Hentai (Japans: 変態 of へんたい) (uitspraakⓘ) is een Japans woord dat "transformatie/metamorfose/abnormaliteit" betekent, maar het kan in het dagelijkse taalgebruik ook wel worden vertaald als "pervers(eling)". Buiten Japan wordt het vaak gebruikt als woord voor pornografische manga of anime. In Japan wordt het woord "hentai" daar echter nooit voor gebruikt. Daar noemt men het ero-manga en ero-anime. Ero komt van het Griekse Eros, wat liefde betekent, maar het wordt in Japan gebruikt als woord voor pornografie. Waar het gebruik van hentai als woord voor porno vandaan komt is onduidelijk.
Verwante termen zijn "H Anime" en "H Manga" waarbij de Engelse uitspraak van de letter H op zijn Japans wordt uitgesproken als "ecchi" (エッチ). Hier heeft de letter H dus niets te maken met hentai, maar slechts met het feit dat die letter in Japan hetzelfde wordt uitgesproken als het woord ecchi. "Ecchi" wordt meer gebruikt voor licht erotisch getinte manga en anime dan voor pornografie.
Vanwege de Japanse wetgeving zijn uitgevers van hentai manga en anime in Japan verplicht om censuur toe te passen bij materiaal waarbij genitaliën te zien zijn. Bij hentai manga is deze censuur in de vorm van zwarte balkjes (die overigens minimaal van grootte zijn), terwijl bij de animevariant over het algemeen met behulp van de computer over het te censureren gedeelte een mozaïek wordt aangebracht (deze zien er dan uit als grove gepixelde vlakken).